# USS Maine-emlékmű (Arlington)
A USS Maine-emlékmű (USS Maine Memorial) az Arlingtoni Nemzeti Temetőben áll, és azon tengerészek előtt tiszteleg, akik meghaltak a USS Maine páncélos cirkálón 1898-ban bekövetkezett robbanásban. A katasztrófában 260-an vesztették életüket.

## Az emlékmű
Miután a hadsereg kiemelte a USS Maine roncsait a havannai kikötő vizéből, a hajó árbócát az arlingtoni temetőbe szállították 1912. márciusban. Az árbócot egy lövegtornyot szimbolizáló gránittalapzaton helyezték el. Az emlékmű a Sigsbee Drive-on áll, amelyet Charles Dwight Sigsbee admirálisról, a cirkáló kapitányáról neveztek el. A katasztrófában elhunyt tengerészek nevét a talapzatra vésték. Az emlékmű közelében két mozsárágyút helyeztek el, amelyet a spanyol csapatoktól zsákmányoltak az amerikaiak. Az emlékművet Thomas Woodrow Wilson elnök leplezte le 1915. május 30-án. A talapzatba vezető ajtóra hegesztették a hajó harangját.

## Történelmi háttér

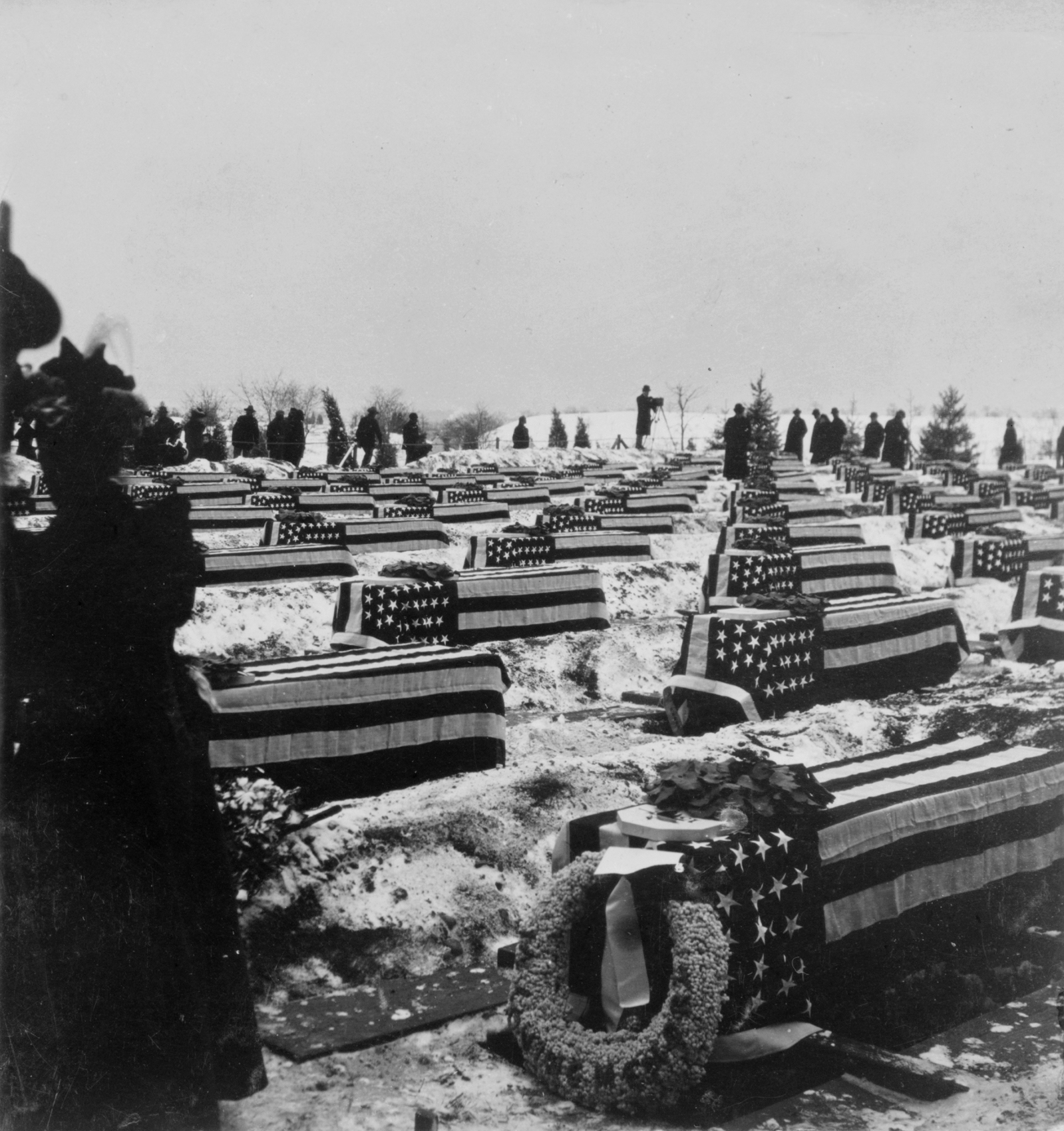
A temetés

A USS Maine William McKinley amerikai elnök utasítására Kubába hajózott 1889-ben, azzal a céllal, hogy védje az amerikai politikai és gazdasági érdekeket a szigeten kibontakozó spanyolellenes felkelés idején. Február 15-én éjszaka a havannai kikötőben horgonyzó cirkálót robbanás rázta meg, és a hajó elsüllyedt. A fedélzeten tartózkodók közül 260-an meghaltak. Habár máig nem tudni, hogy mi okozta a katasztrófát, az Amerikai Egyesült Államokban spanyolellenes hangulat alakult ki, és az ország 1898. április 25-én hadba lépett a gyarmattartó spanyolok ellen.
A spanyol–amerikai háború eredményeként az Egyesült Államok megszerezte Guamot, Puerto Ricót és a Fülöp-szigeteket, valamint protektorátusává tette a névleg független Kubát. Az országban megerősödött a nacionalizmus.
A robbanás áldozatait először Havannában temették el. Később a tengerészek földi maradványait kihantolták, és egy kongresszusi döntés értelmében a 165 halottat az arlingtoni sírkert 24-es parcellájában hantolták el 1899. december 28-án. 1910-ben a hadsereg megkezdte a USS Maine kiemelését, amelyben 66 tengerész földi maradványait találták meg.